# Andrei Miron
Andrei Miron (* 2. Dezember 1951 in Bonn; † 18. Januar 2011 in Saarlouis) war ein deutscher Prähistoriker.

## Leben
Andrei Miron war Sohn des Romanisten und Schriftstellers Paul Miron und erlangte 1970 in Freiburg im Breisgau das Abitur. Anschließend studierte er an der Universität des Saarlandes Ur- und Frühgeschichte und wurde 1983 promoviert. Seit 1982 war er im Staatlichen Konservatoramt Saarbrücken tätig. 1986 wurde er Leiter des Referates Bodendenkmalpflege im Konservatoramt und in der Nachfolge von Alfons Kolling Landesarchäologe des Saarlandes sowie im Nebenamt Direktor des Museum für Vor- und Frühgeschichte in Saarbrücken.
Im Jahr 2002 wurde er vom Dienst entbunden und nach einer Verurteilung wegen Bestechlichkeit entlassen. Ihm war vorgeworfen worden, der von ihm 1998 gegründeten privaten Grabungsfirma „Kroisos“ durch seine Tätigkeit als Landesarchäologe Vorteile verschafft zu haben. Anschließend arbeitete er gemeinsam mit seiner Frau Auguste Miron als selbstständiger Archäologe und übernahm unter anderem Übersetzungs-, Redaktions- und Grabungstätigkeiten. 2011 starb Andrei Miron nach längerer schwerer Krankheit.

## Veröffentlichungen
- Das Gräberfeld von Horath. Untersuchungen zur Mittel- und Spät-Latènezeit im Saar-Mosel-Raum. In: Trierer Zeitschrift 49, 1986, S. 7–198 (Dissertation).
- mit Auguste Schäfer: Verborgen – entdeckt. Ein Streifzug durch die Vor- und Frühgeschichte des Saarlandes. Stiftung Saarländischer Kulturbesitz, Saarbrücken 1993.
- mit Auguste Miron: Argonautika. Eine Schiffsreise durch die antike Welt. Eine Novelle. Theiss, Stuttgart 1995, ISBN 3-8062-1208-2.